# Schloss Ringenberg

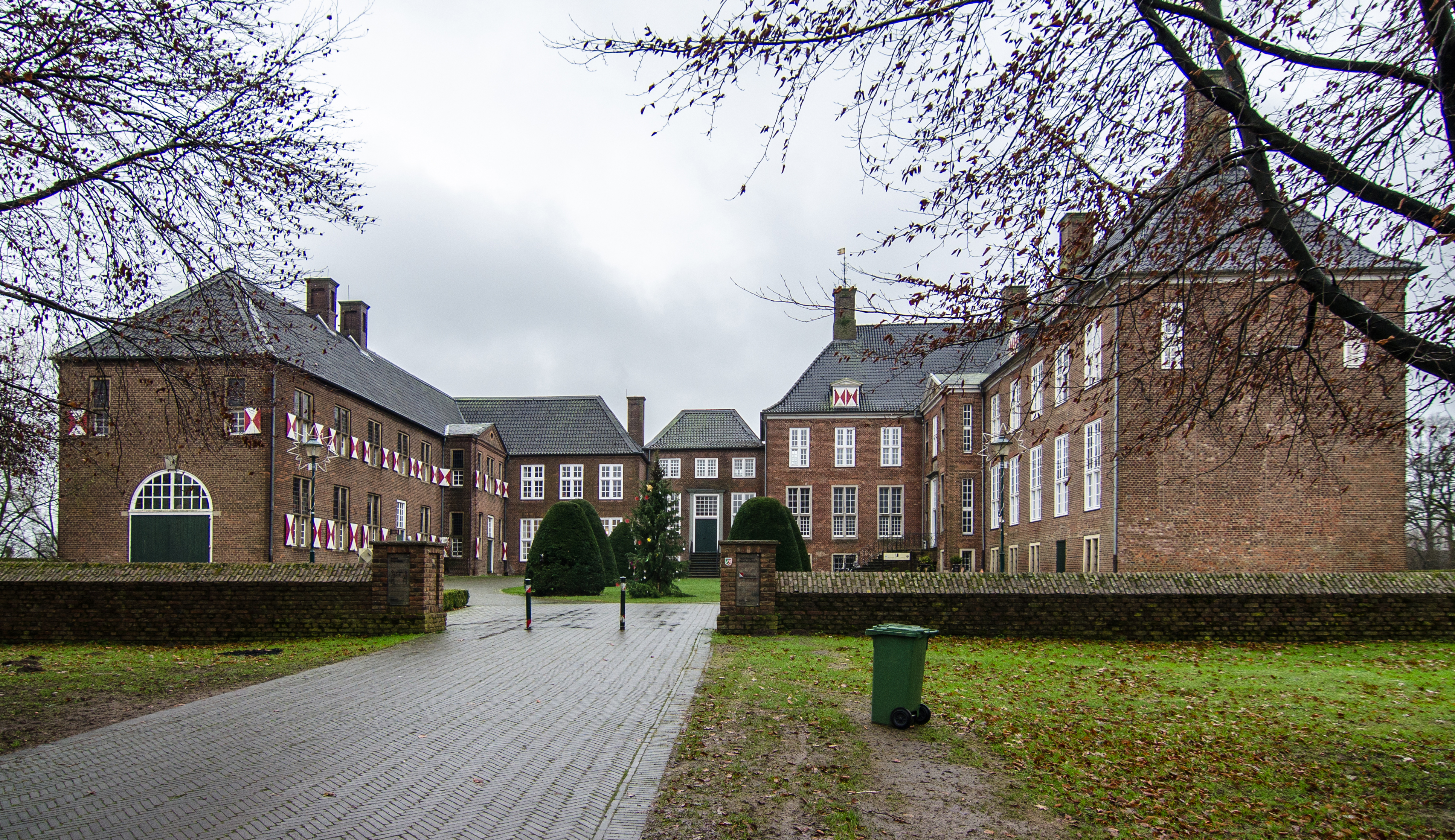
Schloss Ringenberg, Ansicht von Nordwesten

Schloss Ringenberg ist ein Wasserschloss auf dem Stadtgebiet von Hamminkeln in Nordrhein-Westfalen. Es steht im Südosten des Stadtteils Ringenberg, dem es seinen Namen gab.
Das Schloss geht auf eine Burggründung aus dem 13. Jahrhundert im strategisch wichtigen Grenzgebiet der Territorien der Grafschaft Kleve, des Erzstifts Köln und des Hochstifts Münster zurück. Von niederländischen Truppen zerstört, kam die Anlage im 17. Jahrhundert an den Freiherrn Alexander von Spaen, der sie wiederaufbaute.
Nachdem das Schloss 1984 unter Denkmalschutz gestellt worden war, erfolgte drei Jahre später die Eintragung des Geländes als Bodendenkmal. Heute ist das Gebäude Eigentum der Stadt Hamminkeln, die dort ihr Standesamt betreibt. Außerdem beheimatet das Gebäude ein Atelierzentrum der Derik-Baegert-Gesellschaft und ein Restaurant.

## Beschreibung

### Architektur

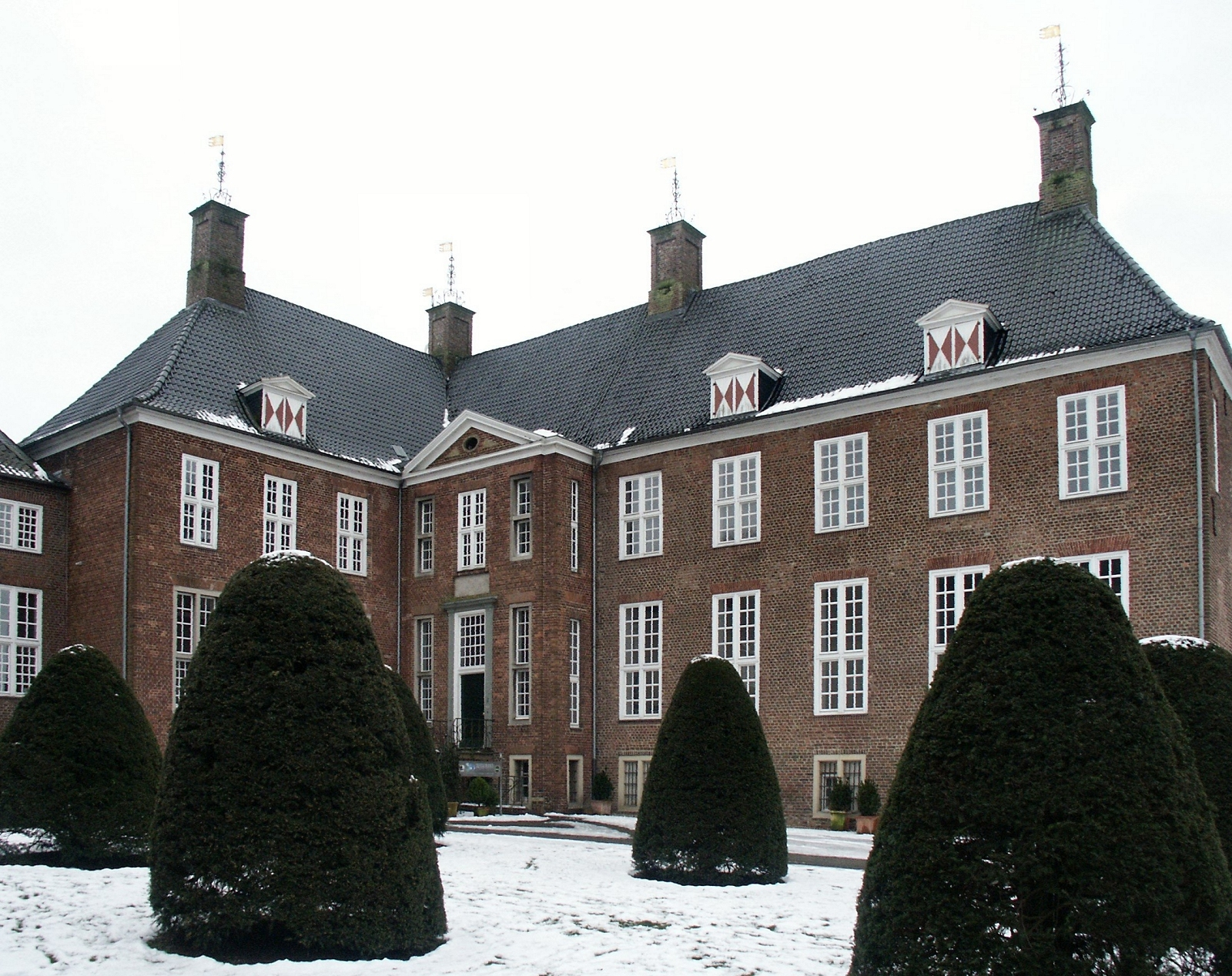
Westflügel mit vorgeschobenem Risalit

Das Schloss im Stil des niederländischen klassizistischen Barocks ist eine dreiflügelige Anlage aus Backstein, die von einem Wassergraben umgeben ist. Seine Süd- und seine Ostecke werden von mächtigen, runden Ecktürmen gebildet. Der südliche von ihnen besitzt eine geschweifte, laternenbekrönte Haube. Die zwei Geschosse des Schlosses werden von einem Walmdach abgeschlossen, das mehrere eiserne Wetterfahnen mit der Jahreszahl 1661 trägt. Über den risalitartig vorgeschobenen Eingängen der beiden Seitenflügel finden sich klassizistische Dreiecksgiebel. Zum ehemaligen Hauptportal im Mitteltrakt führt heute noch eine zehnstufige Freitreppe, wenngleich deren Ausführung wesentlich schlichter als der Originalzustand ist.
Bei dem Gebäude handelt es sich um das einstige Hauptschloss. Die westlich davon gelegene ehemalige Vorburg ist nicht mehr erhalten.

### Innenausstattung
Im Erdgeschoss des südwestlichen Seitenflügels besitzt das Gebäude eine bemalte Holzbalkendecke vom Ende des 17. Jahrhunderts. Weil sie lange Zeit unter einer Abhängung verborgen war, ist sie weitgehend noch im Originalzustand erhalten und somit nahezu einzigartig im Rheinland. Neben ihren floralen Malereien im Stil des Hochbarocks zeigt sie die Wappen Alexander von Spaens und seiner ersten Ehefrau Henriette von Arnheim.

## Geschichte

### Die Anfänge

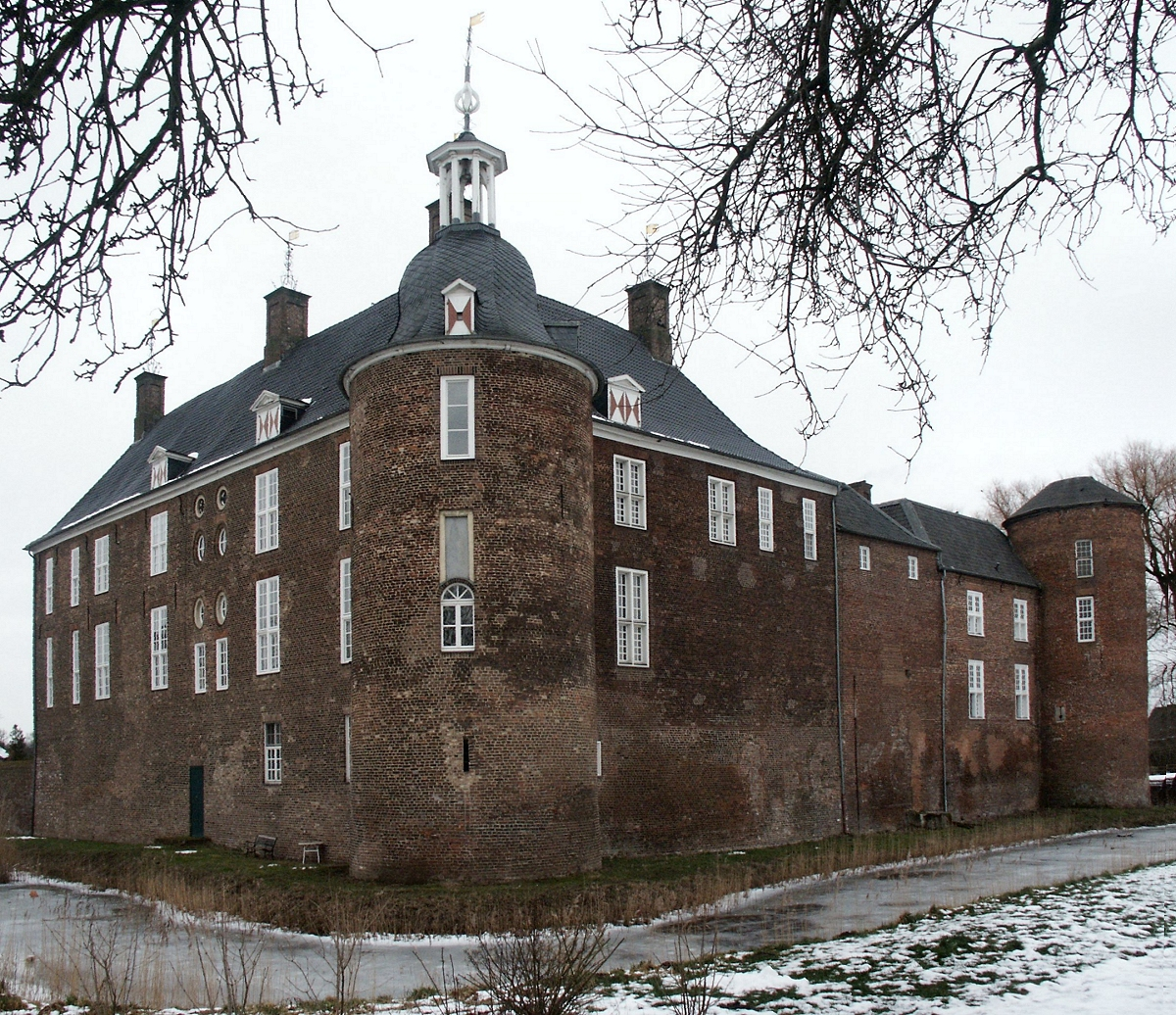
Rundturm an der südlichen Ecke des Schlosses (2005)

Eine Urkunde von 1229 nennt erstmals den Namen Ringenberg. Zu jener Zeit war es im Besitz des Ritters und Freigrafen Sueder III. von Dingden, der es als festes Burghaus im sumpfigen Gebiet des Isselbruchs hatte errichten lassen. Als die Adelsfamilie dann ihren Stammsitz dauerhaft dorthin verlegte, nannte sie sich ab 1242 „von Ringenberg“.
Es heißt, Sueder III. habe sich der Lehnspflicht gegenüber dem Münsteraner Fürstbischof entziehen wollen und deshalb für einen möglichen Verteidigungsfall die Burg errichten lassen. Nur wenig später, im Jahr 1247, verpflichtet er sich bereits dem mächtigsten Widersacher Münsters, dem Kölner Erzbischof Konrad von Hochstaden. In den Folgejahren verstand es der Burgherr, geschickt zwischen den Mächtigen des Landes zu taktieren, und seine Burg mal dem Bischof von Münster, mal dem Kölner Kurfürsten zu Lehen aufzutragen. Im selben Jahr, in dem Sueder III. von Münsteraner Seite 270 Mark für seinen Besitz erhalten hatte, verlobte er seine Tochter Beatrix mit Dietrich Luf I., dem Bruder des Grafen Dietrich VII. von Kleve, und gab die Zusicherung, dem Paar nach vollzogener Ehe die Hälfte seines Besitzes und die Hälfte der Burg Ringenberg zu überschreiben. Der Besitz kam nach dem Tod Sueders III. 1265 über seine Tochter an die Klever Grafen, die dort ab 1359 einen Amtmann einsetzten. Graf Dietrich IX. von Kleve ließ Ringenberg 1329 zu einer Residenz erweitern. Dazu ließ er vier niederländische Familien als Fachleute kommen, um die Sumpflandschaft rund um Ringenberg trockenlegen zu lassen und urbar zu machen. Aus dem 14. Jahrhundert stammen auch die beiden dreigeschossigen Rundtürme an der Süd- und Ostecke der Anlage.

### Umbauten und Zerstörung
Es folgten mehrere Umbauten im 15. Jahrhundert. Unter anderem wurde dem vermehrten Einsatz von Feuerwaffen durch Einbau von hakenbüchsentauglichen Schlüsselscharten im Kellergeschoss des Ostturms Rechnung getragen.
Zeitweise war die Burg in jener Zeit mit einer großen Anzahl Burgmannen belegt. Ein Amtsbrief vom 14. Oktober 1437 nennt zum Beispiel neben dem zuständigen Amtmann noch weitere zehn Personen, darunter einen Pförtner, einen Torhüter und zwei Türmer. Im Zuge der Soester Fehde von 1444 bis 1449 drohte auch Ringenberg zum Schauplatz kriegerischer Auseinandersetzungen zu werden, und so ließ Herzog Adolf von Kleve seine Amtsburg stärker befestigen, indem er sie mit einer Wehrmauer umgeben und den Zingelgraben verbreitern ließ. In der zweiten Hälfte des 15. Jahrhunderts sahen sich die Klever Herzöge wegen akuter Verschuldung dazu gezwungen, Ringenberg des Öfteren zu verpachten.
Während des Niederländisch-Spanischen Krieges wurde die Wehrburg von spanischen Soldaten schwer in Mitleidenschaft gezogen. Es existierten zwar Pläne, die Anlage in eine reine Festung umzuwandeln, doch diese wurden nie verwirklicht. Während des Dreißigjährigen Krieges im Jahr 1629 von niederländischen Truppen eingenommen und 1635 endgültig zerstört, heißt es von der Burg in einem zeitgenössischen Bericht aus dem Jahr 1648 „gäntzlich ruinirt und demolirt, auch gantz und gar zum Steinhauffen verfallen.“

### Wiederaufbau unter Alexander von Spaen

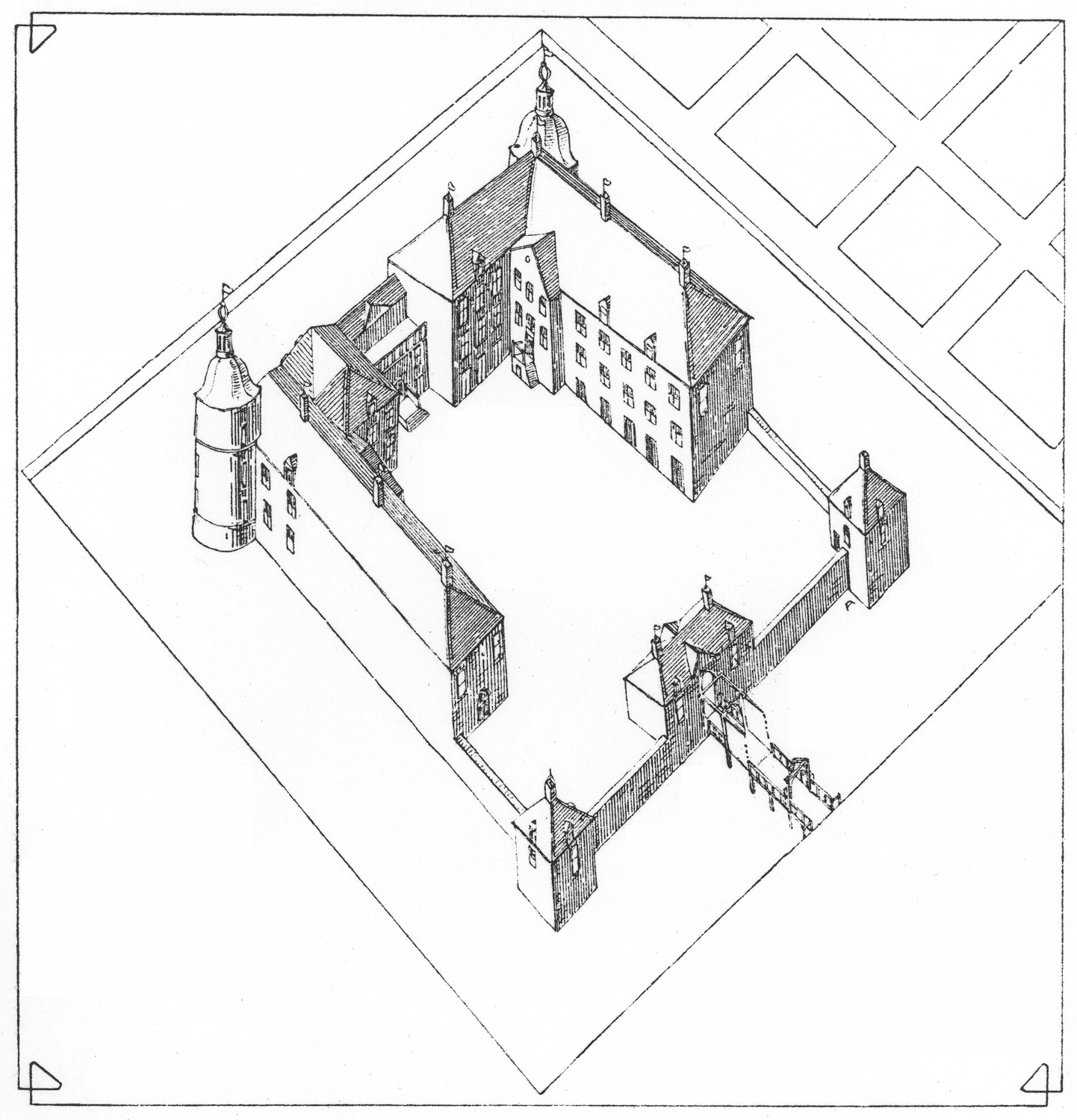
Schloss Ringenberg Ende des 17. Jahrhunderts

Im gleichen Jahr erhielt der niederländische Oberst und Landdroste Jakob von Spaen die unbewohnte Ruine gemeinsam mit seinem Bruder, dem brandenburgischen Generalfeldmarschall Alexander von Spaen, vom Kurfürsten Friedrich Wilhelm für seine Verdienste als Mannlehen. Die von Spaens hatten ihn im Kampf in den Generalstaaten tatkräftig unterstützt. Die Brüder bauten ab 1648 auf den Ruinen der mittelalterlichen Burg das heutige Schloss. Dabei wurden noch erhaltene Reste des Wehrbaus in die neuen Gebäude einbezogen, so zum Beispiel die grabenseitigen, zwei Meter dicken Außenwände der Anlage. Die Wetterfahne auf dem Schlossdach nennt das Jahr 1661 als Enddatum der Bauarbeiten. Mit diesen beauftragte Alexander von Spaen denselben Baumeister, den er auch für den Umbau des niederländischen Schlosses Biljoen bei Velp, einem Ortsteil von Rheden in der Nähe von Arnheim, engagierte und der wohl im Umfeld des niederländischen Architekten Pieter Post zu suchen ist. Sein Name ist bis heute unbekannt. Nach dem vermutlich kinderlosen Tod Jakob von Spaens wurde sein Bruder Alexander alleiniger Lehnsnehmer. Beim Tod des Generalfeldmarschalls erbte eines seiner zwölf Kinder die Schlossanlage: sein Sohn Alexander Bernhard, der sie 1696 an seinen älteren Bruder Friedrich Wilhelm verkaufte.
Der letzte direkter Nachkomme Alexander von Spaens war Alexander Sueder von Spaen (1703–1768). Er musste das Schloss wegen massiver finanzieller Schwierigkeiten 1737 an seinen Neffen Alexander Dietrich aus dem niederländischen Familienzweig verkaufen. Er blieb jedoch  bis zu seinem Tod im Jahr 1768 auf Ringenberg wohnen. Auch seine Witwe Agnes Jacoba von Nassau-Lalecq konnte das Schloss zeit ihres Lebens unentgeltlich nutzen. Ende des 18. Jahrhunderts war Schloss Ringenberg meist verwaist und stand unter Verwaltung eines Rentmeisters. Unter seiner Ägide ist wohl der Abbruch der beiden quadratischen Ecktürme im Osten und Norden des Areals sowie des einstigen Torhäuschens zu datieren, die zwischen 1733 und 1823 abgerissen wurden. Der Besucher musste Letzteres einst passieren, um das an allen vier Seiten von Wassergräben umgebene Schloss über eine Zugbrücke zu erreichen. Im Siebenjährigen Krieg diente das Schloss als Quartier für Offiziere und zur Unterbringung von Verwundeten. Während der Französischen Revolution fanden aus Frankreich emigrierte Adelige dort Zuflucht.

### Das 20.Jahrhundert
Nach 1848 erfolgten mehrere Besitzerwechsel. Eigentümer wurden unter anderem Mitglieder der Familien von Salm-Hoogstraeten und Salm-Horstmar. Da es in der zweiten Hälfte des 19. Jahrhunderts von diesen nicht selbst bewohnt, sondern vermietet und nur sehr notdürftig instand gehalten wurde, verfiel es zusehends, bis 1924 Clemens Graf von Plettenberg (1871–1957) die baufällige Schlossanlage erwarb. Sofort nach dem Kauf begann er mit der Restaurierung des stark verwahrlosten Gebäudes. Seine Bemühungen wurden aber durch den Zweiten Weltkrieg jäh zunichtegemacht. Durch Artillerie und Fliegerbomben wurde der nordöstliche Gebäudeflügel 1945 schwer beschädigt. Die Ortschaft Ringenberg war zu 40 Prozent zerstört. Nach Kriegsende erfolgten eine behelfsmäßige Wiederherstellung und eine anschließende Nutzung des Schlosses als Kirche und Schule.
Der Sohn Clemens von Plettenbergs, Maximilian (1913–1989), ließ weitläufige Gärtnereien rund um das Schloss anlegen und vermietete einen Teil des Gebäudes an den Kunstverlag Der Kreis, dessen Inhaber Bodo Bratke, der später die Derik-Baegert-Gesellschaft gründete, dort eine Galerie mit wechselnden Kunstausstellungen eröffnete. Der Familie von Plettenberg war trotz der Mieteinnahmen schließlich nicht mehr möglich, den verbliebenen Baubestand angemessen zu unterhalten; der Westflügel des Schlosses verfiel allmählich.
Nach dem Tod Maximilian von Plettenbergs erwarb die damalige Gemeinde Hamminkeln die Anlage im Jahr 1989 und ließ sie von 1990 bis 1994 unter den Maßgaben des Denkmalschutzes aufwändig sanieren und restaurieren. Ziel war die originalgetreue Wiederherstellung der Anlage des 17. Jahrhunderts. In diesem Zuge wurden von Dezember 1990 bis August 1991 auch archäologische Grabungen im Kellergeschoss durchgeführt. Interessante Fundstücke sowie die Ergebnisse dieser Grabung sind im Keller des Schlosses zu begutachten. Bei den Wiederaufbauarbeiten im Südwestflügel wurde zudem eine bemalte Balkendecke freigelegt, die durch ihren außerordentlich guten Erhaltungszustand kunsthistorisch sehr wertvoll ist.

### Heutige Nutzung
War in den Schlossgebäuden schon in den Jahren zwischen 1909 und 1911 das Bürgermeisteramt untergebracht, dient Ringenberg seit 1994 zum Teil wieder städtischen Zwecken. Seit diesem Jahr beherbergen die Erdgeschossräume des Mitteltrakts das Standesamt der Stadt Hamminkeln.
Im barocken Kellergewölbe des Schlosses ist seit 1998 ein Restaurant beheimatet. Daneben werden einige Kellerräume als archäologisches Magazin genutzt.
Die Räume des Nordflügels sowie einige des Mitteltrakts wurden bis zum Auslaufen eines Pachtvertrages mit der Stadt Hamminkeln Ende 2020 von der Derik-Baegert-Gesellschaft e. V. genutzt. Sie unterhielt dort ein Atelier-Zentrum mit elf Ateliers für junge Künstler und einer 320 m² großen Ausstellungsfläche.